# A15 road
Die A15 road (englisch für Straße A15) ist eine Fernverkehrsstraße in England, die streckenweise der historischen Ermine Street folgt.

## Verlauf

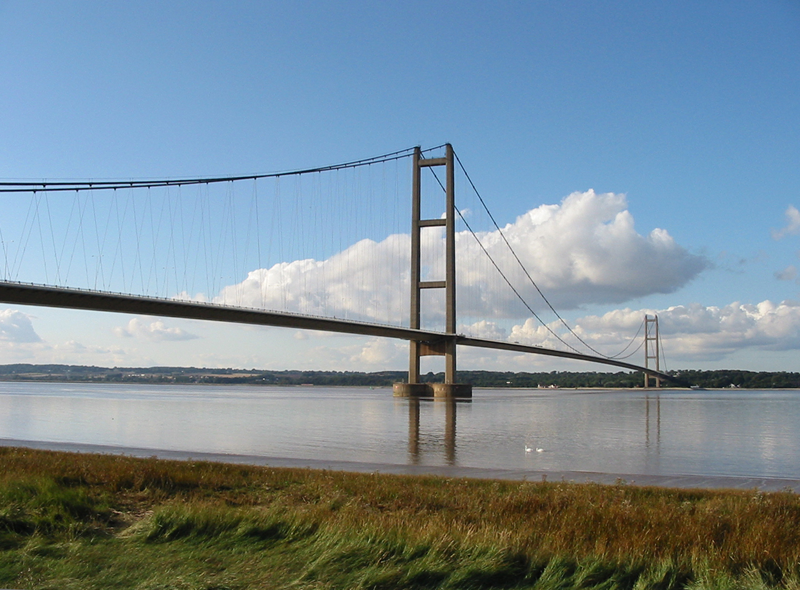
Humber Bridge

Die A15 beginnt am Abzweig Norman Cross an der A1 bei Yaxley führt dann Richtung Peterborough und nordwärts über Market Deeping und Sleaford, wo sie die A17 kreuzt, nach Lincoln. Von dort aus verläuft sie nahezu schnurgerade auf der Trasse der Ermine Street bis zur M180. Hier ersetzt die Autobahn zwischen der Anschlussstelle 4 (Scunthorpe) und der nächstöstlichen Anschlussstelle 5 (Humber Bridge) die A15. Führt nordwärts über die mautpflichtige Humber Bridge, die den Humber quert. In Hessle westlich von Kingston upon Hull endet sie, indem sie in die A164 übergeht.
Der Abschnitt von der M180 über die Humber Bridge bis Hessle ist vierstreifig ausgebaut.